# Theridion eremum
Theridion eremum là một loài nhện trong họ Theridiidae.
Loài này thuộc chi Theridion. Theridion eremum được Herbert Walter Levi miêu tả năm 1963.